# Pericoma uniformatum
Pericoma uniformatum és una espècie d'insecte dípter pertanyent a la família dels psicòdids que es troba a Austràlia: Tasmània.